# Thomas Mar Athanasios (biskup Wschodniego Kandanadu)
Thomas Mar Athanasios (Atanazy, imię świeckie Thomas Puttanil, ur. 28 czerwca 1952 w Arikuzha) – duchowny Malankarskiego Kościoła Ortodoksyjnego, od 2002 biskup Wschodniej Diecezji Kandanadu.

## Życiorys
Święcenia diakonatu przyjął 21 grudnia 1989, a prezbiteratu 23 lutego 1990. 3 maja 1990 otrzymał sakrę biskupią. 1990 - 1998 sprawował urząd metropolity Kandanadu w Syryjskim Kościele Ortodoksyjnym.